# Кушнировская Слободка
Кушнировская Слободка (укр. Кушнирівська Слобідка) — село в Волочисском районе Хмельницкой области Украины.
Население по переписи 2001 года составляло 63 человека. Почтовый индекс — 31213. Телефонный код — 3845. Занимает площадь 0,6 км². Код КОАТУУ — 6820989402.

## Местный совет
31212, Хмельницкая обл., Волочисский р-н, с. Яхновцы